# (5064) Tanchozuru
(5064) Tanchozuru (1990 FS) – planetoida z pasa głównego asteroid okrążająca Słońce w ciągu 3,38 lat w średniej odległości 2,25 j.a. Odkryta 16 marca 1990 roku.